# Bromelia redoutei
Espèce
Synonymes
- Karatas redoutei Baker

Bromelia redoutei est une espèce de plantes tropicales de la famille des Bromeliaceae, originaire d'Amérique du Sud.

## Synonymes
- Karatas redoutei Baker

## Distribution
L'espèce est présente en Amérique du Sud.

## Description
L'espèce est hémicryptophyte.